# Crécy-en-Ponthieu
Crécy-en-Ponthieu és un municipi francès situat al departament del Somme i a la regió dels Alts de França. L'any 2007 tenia 1.536 habitants.

## Demografia

### Població

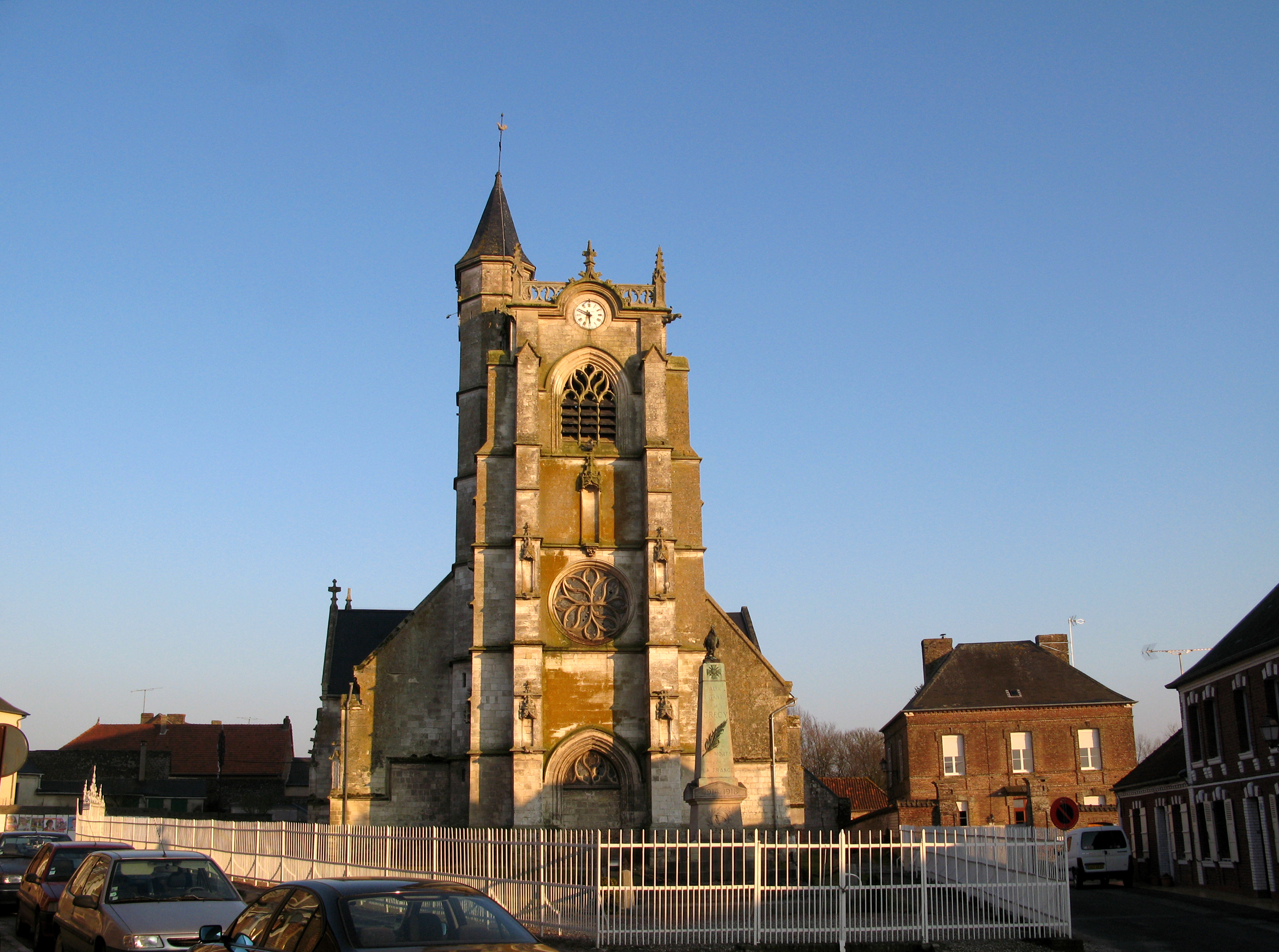
església

El 2007 la població de fet de Crécy-en-Ponthieu era de 1.536 persones. Hi havia 602 famílies de les quals 179 eren unipersonals (53 homes vivint sols i 126 dones vivint soles), 191 parelles sense fills, 179 parelles amb fills i 53 famílies monoparentals amb fills.
La població ha evolucionat segons el següent gràfic:
Habitants censats

### Habitatges
El 2007 hi havia 728 habitatges, 621 eren l'habitatge principal de la família, 77 eren segones residències i 30 estaven desocupats. 625 eren cases i 98 eren apartaments. Dels 621 habitatges principals, 414 estaven ocupats pels seus propietaris, 185 estaven llogats i ocupats pels llogaters i 22 estaven cedits a títol gratuït; 11 tenien una cambra, 38 en tenien dues, 87 en tenien tres, 151 en tenien quatre i 334 en tenien cinc o més. 431 habitatges disposaven pel capbaix d'una plaça de pàrquing. A 288 habitatges hi havia un automòbil i a 209 n'hi havia dos o més.

### Piràmide de població

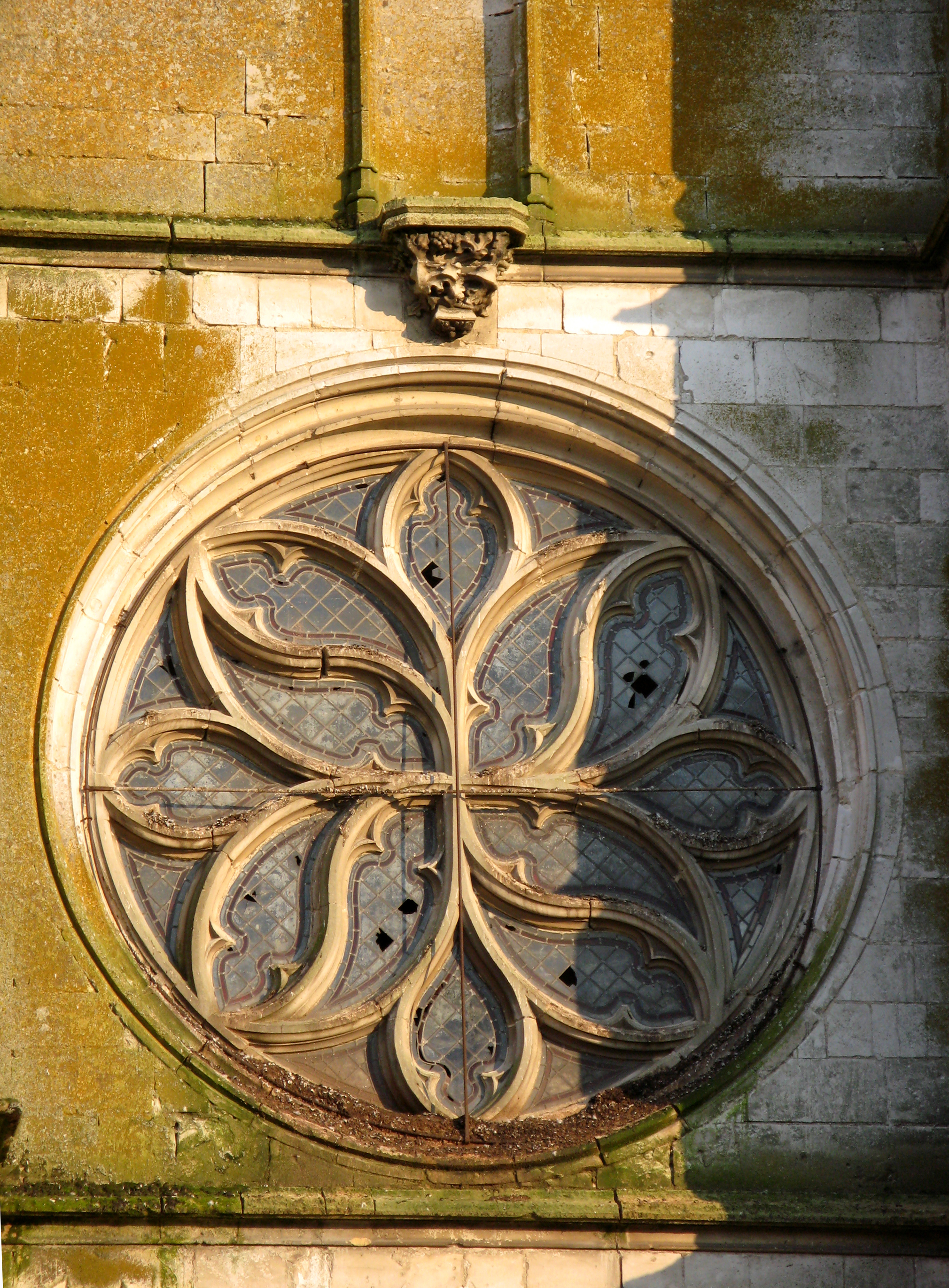

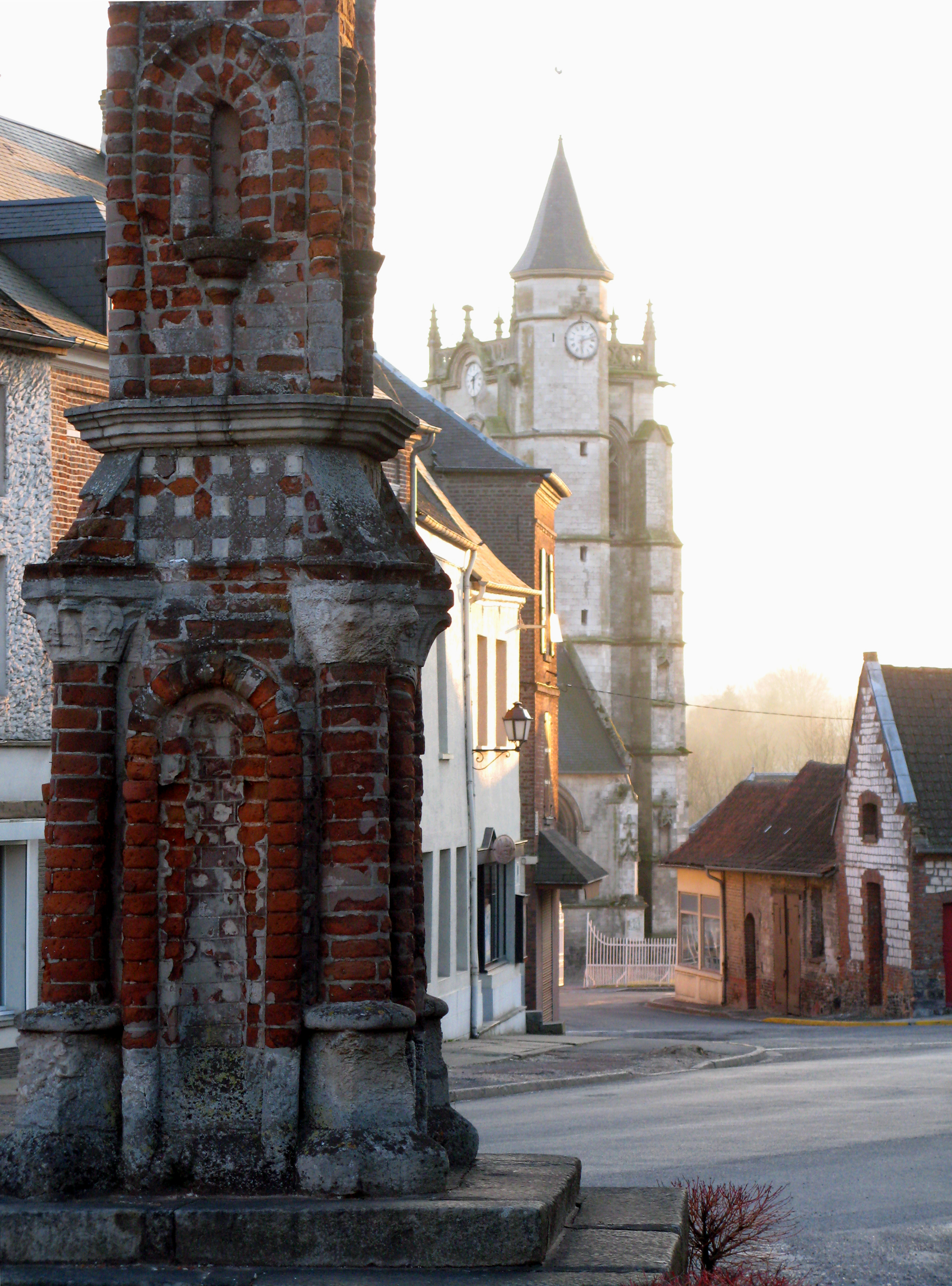

La piràmide de població per edats i sexe el 2009 era:
| Homes | Edats   | Dones |
| ----- | ------- | ----- |
| 0     | 95 o +  | 0     |
| 4     | 90 a 94 | 36    |
| 8     | 85 a 89 | 16    |
| 0     | 80 a 84 | 24    |
| 44    | 75 a 79 | 56    |
| 40    | 70 a 74 | 40    |
| 36    | 65 a 69 | 52    |
| 32    | 60 a 64 | 48    |
| 24    | 55 a 59 | 60    |
| 56    | 50 a 54 | 40    |
| 44    | 45 a 49 | 64    |
| 56    | 40 a 44 | 36    |
| 68    | 35 a 39 | 68    |
| 48    | 30 a 34 | 44    |
| 44    | 25 a 29 | 36    |
| 48    | 20 a 24 | 40    |
| 52    | 15 a 19 | 40    |
| 36    | 10 a 14 | 60    |
| 76    | 5 a 9   | 36    |
| 40    | 0 a 4   | 40    |

## Economia

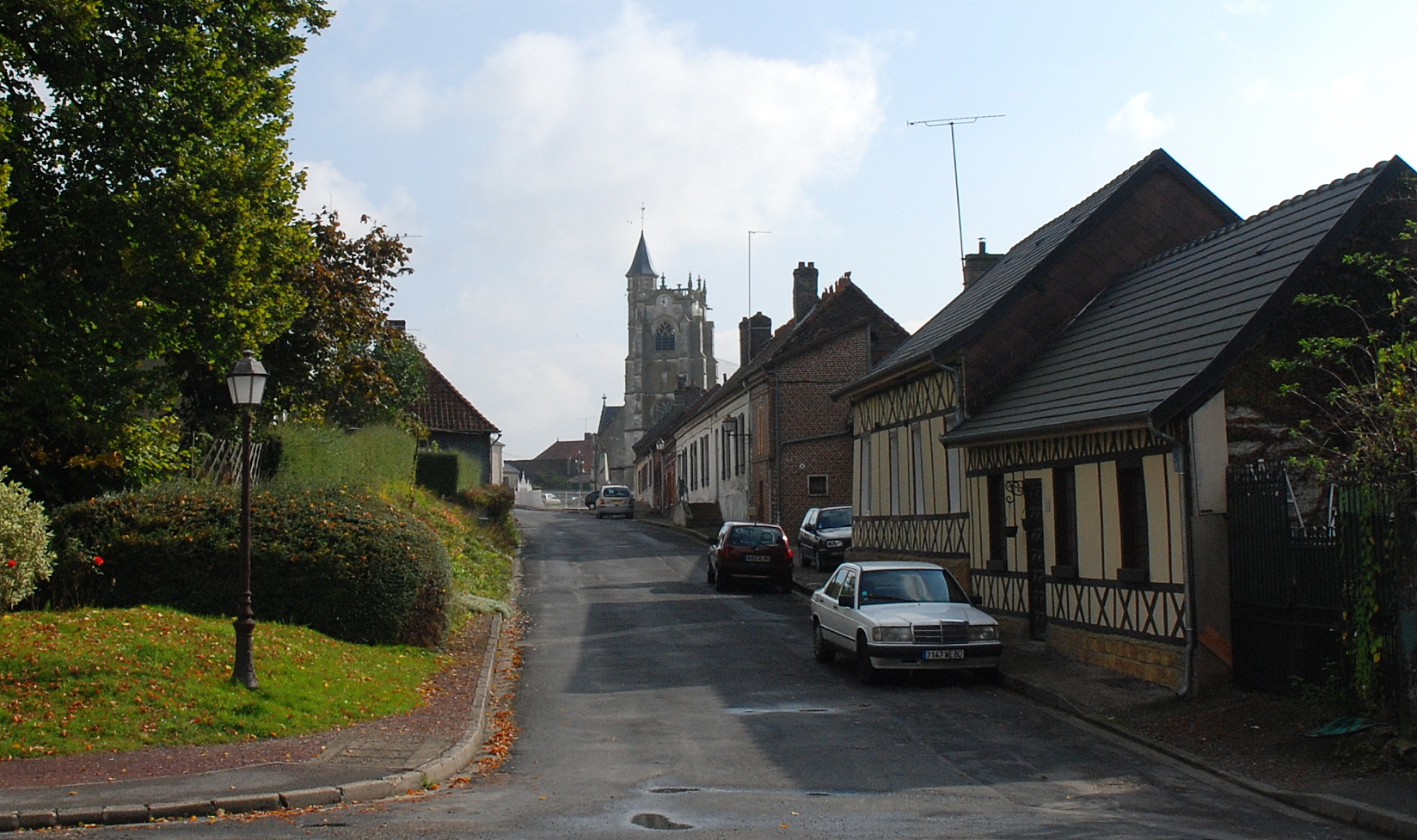

El 2007 la població en edat de treballar era de 894 persones, 622 eren actives i 272 eren inactives. De les 622 persones actives 529 estaven ocupades (304 homes i 225 dones) i 94 estaven aturades (47 homes i 47 dones). De les 272 persones inactives 93 estaven jubilades, 67 estaven estudiant i 112 estaven classificades com a «altres inactius».

### Ingressos

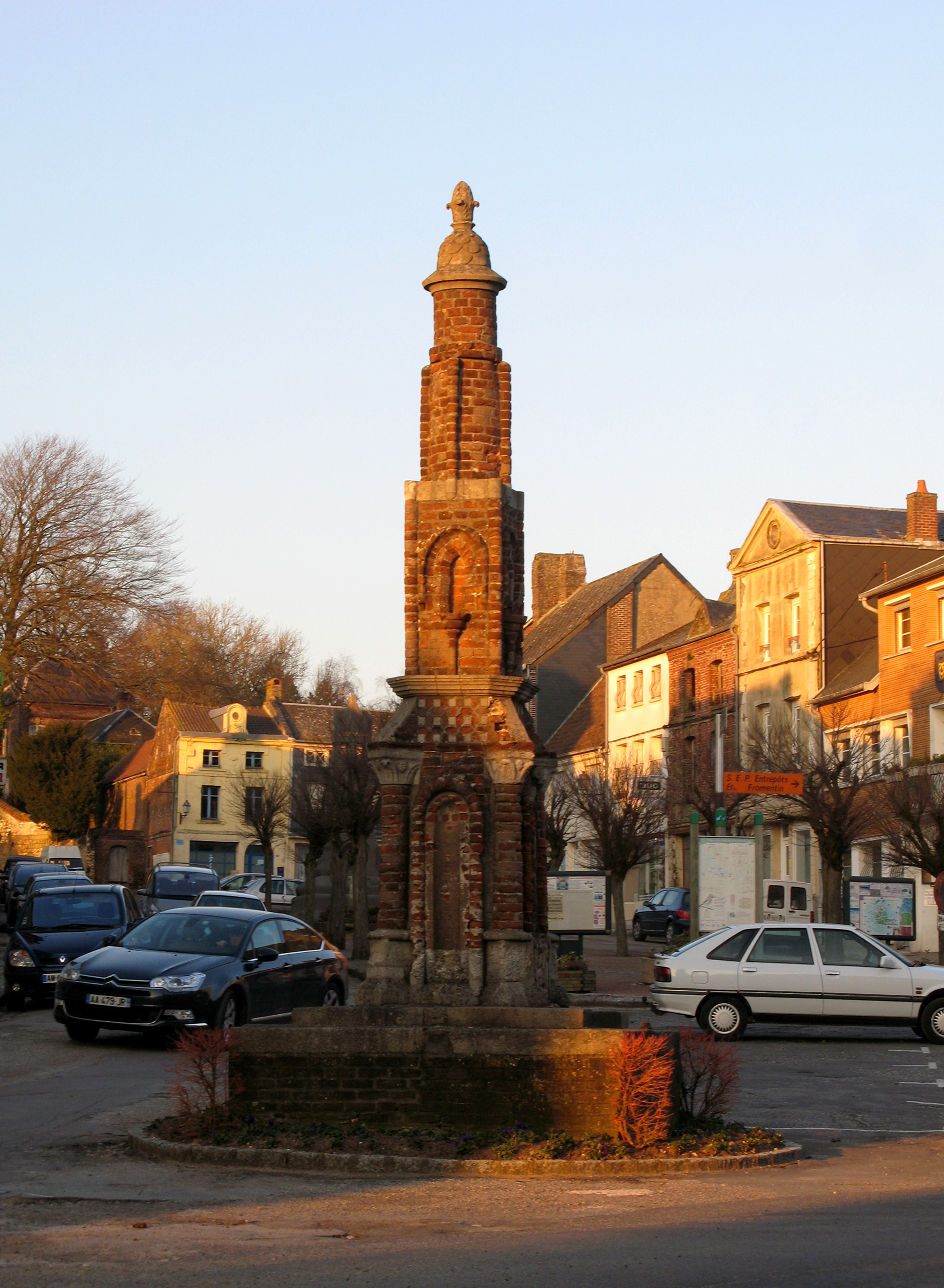

El 2009 a Crécy-en-Ponthieu hi havia 603 unitats fiscals que integraven 1.466 persones, la mediana anual d'ingressos fiscals per persona era de 14.899 €.

### Activitats econòmiques
Dels 92 establiments que hi havia el 2007, 2 eren d'empreses alimentàries, 3 d'empreses de fabricació d'altres productes industrials, 6 d'empreses de construcció, 19 d'empreses de comerç i reparació d'automòbils, 8 d'empreses de transport, 7 d'empreses d'hostatgeria i restauració, 9 d'empreses financeres, 4 d'empreses immobiliàries, 9 d'empreses de serveis, 20 d'entitats de l'administració pública i 5 d'empreses classificades com a «altres activitats de serveis».
Dels 20 establiments de servei als particulars que hi havia el 2009, 1 era una oficina d'administració d'Hisenda pública, 1 gendarmeria, 1 oficina de correu, 3 oficines bancàries, 2 tallers de reparació d'automòbils i de material agrícola, 1 autoescola, 1 paleta, 1 fusteria, 2 lampisteries, 2 electricistes, 3 perruqueries, 1 veterinari i 1 restaurant.
Dels 12 establiments comercials que hi havia el 2009, 1 era un hipermercat, 1 una botiga de més de 120 m², 2 fleques, 2 carnisseries, 1 una peixateria, 1 una llibreria, 1 una botiga d'electrodomèstics, 1 una botiga de material de revestiment de parets i terra i 2 floristeries.
L'any 2000 a Crécy-en-Ponthieu hi havia 21 explotacions agrícoles que ocupaven un total de 996 hectàrees.

## Equipaments sanitaris i escolars

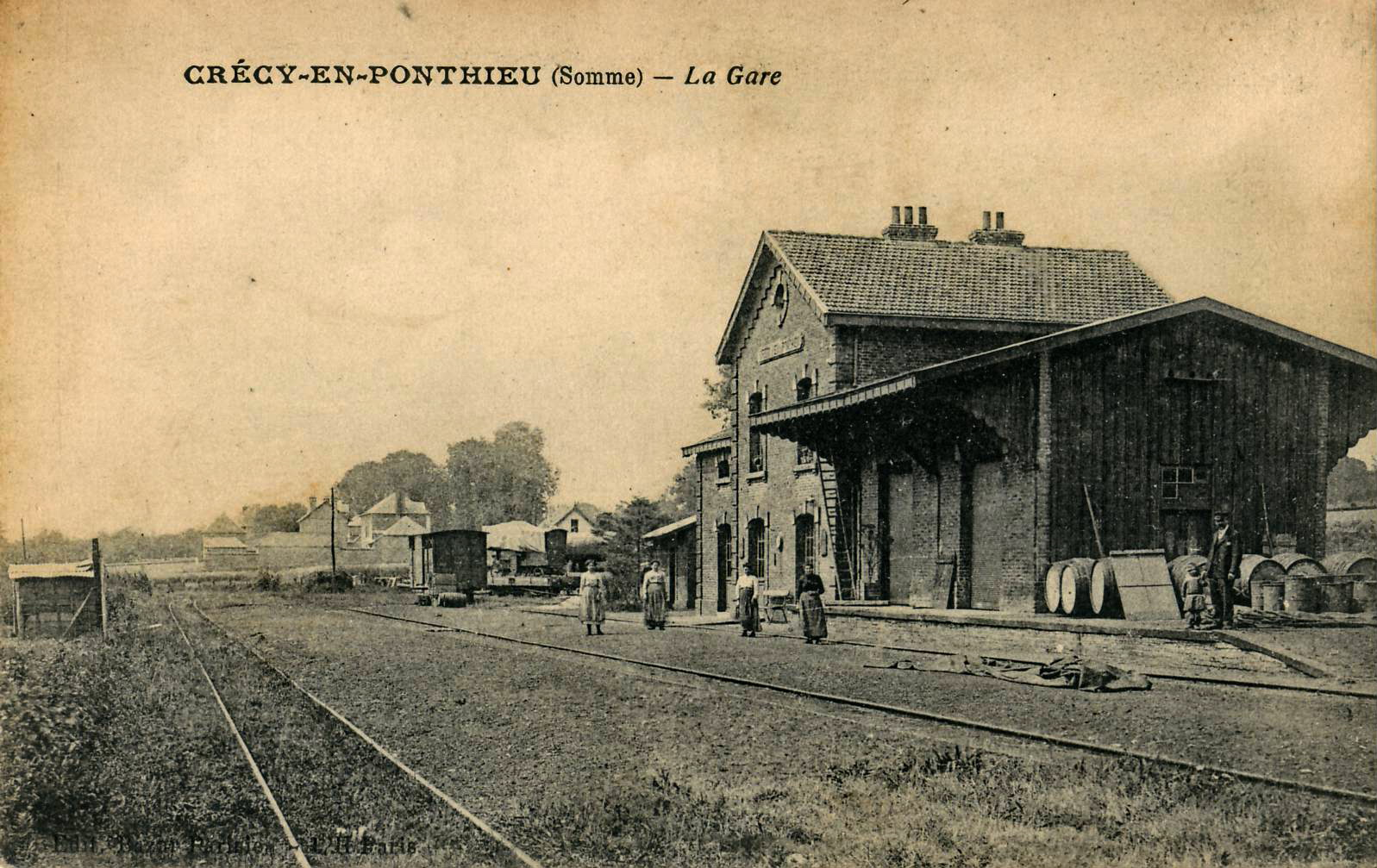

L'únic equipament sanitari que hi havia el 2009 era una farmàcia.
El 2009 hi havia una escola elemental. Crécy-en-Ponthieu disposava d'un col·legi d'educació secundària amb 232 alumnes.

## Poblacions més properes
El següent diagrama mostra les poblacions més properes.